# Старосільська сільська рада (Городищенський район)
Старосі́льська сільська́ ра́да — адміністративно-територіальна одиниця та орган місцевого самоврядування в Городищенському районі Черкаської області. Адміністративний центр — село Старосілля.

## Загальні відомості
- Населення ради: 2 587 осіб (станом на 2001 рік)

## Населені пункти
Сільській раді підпорядковані населені пункти:
- с. Старосілля

## Склад ради
Рада складається з 18 депутатів та голови.
- Голова ради: Микитенко Василь Вікторович
- Секретар ради: Миколаєнко Катерина Миколаївна

### Керівний склад попередніх скликань
| Прізвище, ім'я, по батькові | Основні відомості                                                                     | Дата обрання | Дата звільнення |
| --------------------------- | ------------------------------------------------------------------------------------- | ------------ | --------------- |
| Микитенко Василь Вікторович | Сільський голова, 1965 року народження, освіта вища, член Української Народної Партії | 26.03.2006   | 31.10.2010      |
| Микитенко Василь Вікторович | Сільський голова, 1965 року народження, освіта вища, безпартійний                     | 31.10.2010   |                 |

Примітка: таблиця складена за даними сайту Верховної Ради України

### Депутати
За результатами місцевих виборів 2010 року депутатами ради стали:

#### За суб'єктами висування
| Суб'єкт висування                | Кількість обраних депутатів | %    |
| -------------------------------- | --------------------------- | ---- |
| Партія регіонів                  | 10                          | 55,6 |
| Єдиний Центр                     | 3                           | 16,7 |
| Політична партія «Нова політика» | 2                           | 11,1 |
| Самовисування                    | 2                           | 11,1 |
| Народна партія                   | 1                           | 5,6  |

#### За округами
| № округу                         | Прізвище, ім'я, по батькові     | Дата визнання обраним | Освіта  | Партійна приналежність                 | Відомості про обраного депутата                           |
| -------------------------------- | ------------------------------- | --------------------- | ------- | -------------------------------------- | --------------------------------------------------------- |
| Єдиний Центр                     |                                 |                       |         |                                        |                                                           |
| 1                                | Миколаєнко Валентина Павлівна   | 05.11.2010            | середня | член Єдиного Центру                    | Городищенське УЕГГ, контролер                             |
| 2                                | Удоденко Віктор Анатолійович    | 05.11.2010            | середня | член Єдиного Центру                    | Городищенське УЕГГ, слюсар                                |
| 7                                | Мусієнко Ніна Миколаївна        | 05.11.2010            | середня | позапартійна                           | Смілянський лісгосп, робоча                               |
| Народна Партія                   |                                 |                       |         |                                        |                                                           |
| 13                               | Миколаєнко Катерина Миколаївна  | 05.11.2010            | середня | член Народної партії                   | Старосільська сільська рада, секретар                     |
| Партія регіонів                  |                                 |                       |         |                                        |                                                           |
| 4                                | Артеменко Лідія Іванівна        | 05.11.2010            | середня | позапартійна                           | Городищенська РТМО, лаборант                              |
| 5                                | Милокост Олена Данилівна        | 05.11.2010            | вища    | позапартійна                           | Старосільська загальноосвітня школа І-ІІІ ст., вчитель    |
| 6                                | Галенко Ганна Іванівна          | 05.11.2010            | вища    | позапартійна                           | Черкаський краєзнавчий музей, зав відділом                |
| 9                                | Цимбал Людмила Федорівна        | 05.11.2010            | вища    | позапартійна                           | Старосільський відділ зв'язку, начальник                  |
| 10                               | Вешемірська Вікторія Вікторівна | 05.11.2010            | середня | позапартійна                           | ТОВ «Черкаська птахофабрика», технік з обліку             |
| 14                               | Пуш Леонід Іванович             | 05.11.2010            | середня | позапартійний                          | РВ ГУМНС м. Городище, заступник начальника                |
| 15                               | Гарань Алла Володимирівна       | 05.11.2010            | середня | позапартійна                           | Городищенський територіальний центр, соціальний працівник |
| 16                               | Лялько Ольга Микитівна          | 05.11.2010            | середня | позапартійна                           | Городищенський територіальний центр, соціальний працівник |
| 17                               | Гаркуша Лідія Миколаївна        | 05.11.2010            | середня | позапартійна                           | Городищенський територіальний центр, соціальний працівник |
| 18                               | Мусієнко Людмила Андріївна      | 05.11.2010            | середня | позапартійна                           | Старосільська сільська рада, нічний вартовий              |
| Політична партія «Нова політика» |                                 |                       |         |                                        |                                                           |
| 11                               | Зенкова Катерина Павлівна       | 05.11.2010            | вища    | член Політичної партії «Нова політика» | пенсіонер                                                 |
| 12                               | Цуран Валентин Миколайович      | 05.11.2010            | середня | член Політичної партії «Нова політика» | Закревське лісництво, пасічний                            |
| Самовисування                    |                                 |                       |         |                                        |                                                           |
| 3                                | Лисенко Олег Васильович         | 05.11.2010            | середня | позапартійний                          | Черкаське обленерго, електромонтажник                     |
| 8                                | Оніщенко Наталія Яківна         | 05.11.2010            | вища    | позапартійна                           | ДНЗ"Берізка", завідувачка                                 |